# Дыбница
Дыбница (болг. Дъбница) — село в Благоевградской области Болгарии. Входит в состав общины Гырмен. Находится примерно в 4 км к юго-востоку от центра села Гырмен и примерно в 79 км к юго-востоку от центра города Благоевград. По данным переписи населения 2011 года, в селе  проживало 1760 человек.

## Население
| Год     | 1934 | 1946 | 1956 | 1965 | 1975 | 1985 | 1992 | 2001 | 2011 |
| ------- | ---- | ---- | ---- | ---- | ---- | ---- | ---- | ---- | ---- |
| Жителей | 828  | 1101 | 1289 | 1753 | 1810 | 1873 | 1650 | 1712 | 1760 |

| Национальность  | Человек | Процент |
| --------------- | ------- | ------- |
| болгары         | 298     | 22,66%  |
| турки           | 693     | 52,7%   |
| цыгане          | 322     | 24,49%  |
| другие          | 0       | 0%      |
| не определились | 0       | 0%      |
| Всего ответов   | 1315    |         |

|  |